# Полумесец
Полумесецът е символ или емблема, използван за обозначаване на Луната или според посоката си – първа или трета фаза на Луната, като се свързва и с религията ислям.
В астрологията и астрономията символизира Луната, откъдето е и алхимичният символ на среброто.
Полумесецът е също и емблема на богинята Артемида (съответно Диана) и така представлява и девствеността, откъдето католицизмът го свързва с Дева Мария.

## Символика
Символът на полумесец се използва основно за представяне на Луната, а не непременно на дадена фаза на Луната. Използването на полумесец като символ на Луната има в ранните гръцки папири, съдържащи хороскопи.
В римокатолическата традиция полумесецът влиза в марианската иконография, чрез сдружението на Мария с Жената на Апокалипсиса (описана като "жена, облечена със слънцето, с луната под нозете ѝ и на главата ѝ корона от дванадесет звезди" в Откровение). Най-известното изображение на Мария като Жената на Апокалипсиса е Девата от Гуадалупе.
След използването на полумесеца (символизиращ новолунието) като орнамент на покривите на османските джамии, започва да се свързва и с исляма, макар че той категорично забранява религиозните символи. Полумесецът като символ на исляма е приет масово сравнително скоро (1950-те), като основания са намерени в Корана, глава 2, стих 189, където новолунието е времето за свещено пилигримство и уважение към Аллах. Полумесецът е използван и като символ на хуманитарната организация Червен полумесец в държавите с официална религия ислям, тъй като кръстът (в първообраза – Червения кръст) е символ на християнството.